# 酢酸コルチゾン
酢酸コルチゾン（さくさんコルチゾン、Cortisone acetate、商品名：アドレソン、コルチゾン、コルチゾネ、コルチソンアセタート、その他）は、合成糖質コルチコイド副腎皮質ホルモンおよびコルチコステロイド・エステルであり、米国、英国、その他様々な欧州諸国を含む世界各国で処方箋に基づき販売されている。コルチゾンのC21酢酸エステルであり、体内ではコルチゾンのプロドラッグとして作用する。